# Elafebolión
Elafebolión (en griego antiguo, Ἐλαφηβολιών) era el noveno mes del calendario ático en la Antigua Grecia, que se correspondía con parte de los meses de marzo y abril. También figuraba en los calendarios de Yaso y de Apolonia de Calcídica. Duraba 30 días. 
Se trataba de un mes en el que las fuentes recogen numerosas convocatorias de la Asamblea de Atenas. En este mes se celebraban diferentes festividades religiosas. El día 8 se rendía culto a Asclepio. Por otra parte, entre los días 9 y 13 se celebraban las fiestas Dionisias Urbanas o Grandes Dionisias. En ellas se organizaba una procesión y un importante festival de teatro al que acudían muchos extranjeros y que incluía la representación de ditirambos, comedias, tragedias y dramas satíricos. Otra festividad que tenía lugar en este mes, el día 17, eran las Pandías.